# In the Constellation of the Black Widow
In the Constellation of the Black Widow (с англ. — «В созвездии Чёрной Вдовы») — пятый студийный альбом британской блэк-дэт-метал-группы Anaal Nathrakh, выпущенный 29 июня 2009 года на лейбле Candlelight Records. На обложке использована иллюстрация Гюстава Доре к стихотворению «Ворон» Эдгара По. «Satanarchrist» — перезапись с демо-альбома Total Fucking Necro.

## Список композиций
| №                   | Название                                                 | Длительность |
| ------------------- | -------------------------------------------------------- | ------------ |
| 1.                  | «In the Constellation of the Black Widow»                | 4:45         |
| 2.                  | «I Am the Wrath of Gods and the Desolation of the Earth» | 2:24         |
| 3.                  | «More of Fire Than Blood»                                | 3:26         |
| 4.                  | «The Unbearable Filth of the Soul»                       | 3:32         |
| 5.                  | «Terror in the Mind of God»                              | 3:27         |
| 6.                  | «So Be It»                                               | 2:23         |
| 7.                  | «The Lucifer Effect»                                     | 3:57         |
| 8.                  | «Oil Upon the Sores of Lepers»                           | 2:48         |
| 9.                  | «Satanarchrist»                                          | 4:41         |
| 10.                 | «Blood Eagles Carved on the Backs of Innocents»          | 3:17         |
| Общая длительность: | Общая длительность:                                      | 34:40        |

## Участники записи

### Anaal Nathrakh
- V.I.T.R.I.O.L. — вокал
- Mick Kenney — все инструменты

### Приглашённые музыканты
- Zeitgeist Memento (Repvblika) — вокал («Oil Upon the Sores of Lepers»)
- Barm «Ventnor» Frog — гитара («In the Constellation of the Black Widow», «More of Fire Than Blood»)